# Gustavo Zanchetta
Gustavo Óscar Zanchetta (ur. 28 lutego 1964 w Rosario) – argentyński duchowny katolicki, biskup asesor Administracji Dóbr Stolicy Apostolskiej w latach 2017–2021.

## Życiorys

### Prezbiterat
Święcenia kapłańskie otrzymał 13 grudnia 1991 i został inkardynowany do diecezji Quilmes. Był m.in. ekonomem wyższego seminarium, sekretarzem biskupim oraz podsekretarzem wykonawczym argentyńskiej Konferencji Episkopatu.

### Episkopat
23 lipca 2013 papież Franciszek mianował go biskupem diecezji Orán. Sakry biskupiej 19 sierpnia 2013 udzielił mu metropolita Corrientes – arcybiskup Andrés Stanovnik.
1 sierpnia 2017 papież przyjął jego rezygnację z urzędu, złożoną ze względu na napięte relacje z jej duchowieństwem. Duchownemu zarzucano autorytaryzm. Po dymisji przebywał w Hiszpanii. 19 grudnia 2017 został mianowany asesorem Administracji Dóbr Stolicy Apostolskiej.

## Oskarżenia o nadużycia seksualne
Jesienią 2018 roku pojawiły się oskarżenia o nadużycia seksualne bp. Gustavo Zanchetty wobec kleryków w seminarium duchownym w Argentynie. Biskup Luis Antonio Scozzina, ordynariusz diecezji Orán, zebrał oskarżenia oraz relacje medialne, które ma nadesłać do Kongregacji ds. Biskupów. Sprawą ma zająć się specjalna komisja tej kongregacji i jeśli doniesienia się potwierdzą bp Gustavo Zanchetta ma być zawieszony w pełnieniu obowiązków na czas prowadzonego śledztwa.
W listopadzie 2019 prokuratura w Argentynie postawiła mu zarzuty molestowania seksualnego dwóch kleryków. Zanchetta oświadczył, że powróci z Watykanu do Argentyny na czas procesu. 4 marca 2022 sąd prowincji Salta skazał go na cztery i pół roku więzienia.